# 카고크레인
카고크레인은 카고트럭의 형식에서 크레인을 얹은 특장차이다. 주로 공사장에서 많이 사용되는 차종이다.

## 특징
카고크레인은 일반 카고트럭에 비해 건설기계의 느낌이 더 나오는 성격을 가진 차종이다. 다만 일반적인 크레인 차량과는 다른 점은 크레인은 건설 기계의 주황색 영업용 번호판을 달고 있지만 카고크레인은 노란색 영업용 번호판을 달은 것이 대표적인 차이점이 된다. 또한 일반 크레인 차량은 건설기계로 등록되지만 카고크레인은 화물차로 등록되는 것도 차이점이다. 카고크레인은 크레인의 끝에 조종석을 장착하고 크레인을 조종하며 크레인을 통해 건설현장에 필요한 무거운 자제를 화물차에 싣고 운반하거나 하차하는데 용이하게 해준다. 카고크레인 외에 트럭식 크레인으로 렉카식 크레인과 오거 크레인 및 일반 화물차에 카고 적재함을 빼고 완전히 크레인의 장비만을 얹은 트럭식 크레인 등이 존재하는데 이들은 일반적인 크레인으로 분류되며 건설 기계의 영업용 번호판을 장착하고 건설 기계로 분류가 된다.

## 같이 보기
- 크레인
- 화물차